# Huangite
La huangite è un minerale appartenente al gruppo dell'alunite descritto nel 1992 in base ad un ritrovamento avvenuto nel giacimento di rame, oro ed argento di El Indio, regione di Coquimbo, Cile. Il nome è stato attribuito in onore di Yunhui Huang (n. 1926), una mineralogista cinese dell'Institute of Mineral Deposit
Geology and Mineral Resources di Pechino, per i suoi contributi allo studio del metamorfismo di contatto dei depositi di berillio.
La huangite è il termine contenente calcio del gruppo dell'alunite, la definizione di questo minerale ha portato ad una ridefinizione della minamiite che è diventato il membro del gruppo con dominanza del sodio e ricco di calcio (in seguito non è stata più accettata come specie). Probabilmente forma serie con la natroalunite e la woodhouseite.

## Morfologia
La huangite è stata scoperta sotto forma di cristalli da euedrale a subedrali di 3-10 µm ed occasionalmente compare in aggregati di 20 µm di diametro.

## Origine e giacitura
La huangite è stata trovata associata con caolinite, pirite e woodhouseite nelle pareti alterate delle vene minerali.